# إيبا فورسبرغ
إيبا فورسبرغ (بالسويدية: Ebba Forsberg)‏ هي مغنية وممثلة سويدية، ولدت في 31 يوليو 1964 في ستوكهولم في السويد.

## وصلات خارجية
- الموقع الرسمي
- إيبا فورسبرغ على موقع IMDb (الإنجليزية)
- إيبا فورسبرغ على موقع ميوزك برينز (الإنجليزية)
- إيبا فورسبرغ على موقع قاعدة بيانات الأفلام السويدية (السويدية)
- إيبا فورسبرغ على موقع أول ميوزيك (الإنجليزية)
- إيبا فورسبرغ على موقع ديسكوغز (الإنجليزية)